# リサ・クロイツァー
リサ・クロイツァー（Lisa Kreuzer、1945年12月2日 - ）は、ドイツの女優。ドイツ人なので、本来の名前の発音はリザである。

## 出演作品
- 狼たちの報酬　Les Loups entre eux (1985)
- 傷ついた男
- RADIO ON
- アメリカの友人
- さすらい
- まわり道
- 都会のアリス